# Công ty cổ phần Cồn rượu Hà Nội
Công ty Cổ phần Cồn rượu Hà Nội (Halico) (tên giao dịch quốc tế bằng tiếng Anh: Ha Noi Liquor Joint Stock Company) tiền thân là Nhà máy Rượu Hà Nội do Hãng Rượu Fontaine của Pháp xây dựng từ năm 1898. Đây là nhà máy lớn nhất trong 5 nhà máy được công ty Fontaine của Pháp xây dựng ở Đông Dương. Ngày nay, Halico đã trở thành một Công ty sản xuất cồn rượu lớn nhất Việt Nam.

## Lịch sử
Năm 1898: Nhà máy Rượu Hà Nội được thành lập tại số 94 Lò Đúc. Đây là nhà máy lớn nhất trong 5 nhà máy được công ty Fontaine của Pháp xây dựng ở Đông Dương.
Ngày 21/11/1955: Chính phủ ban hành quyết định phục hồi Nhà máy Rượu Hà Nội để sản xuất cồn phục vụ y tế, quốc phòng và dân sinh.